# روبرت إيرفاين
روبرت إيرفاين هو لاعب كرة قدم كندي، ولد في 5 سبتمبر 1974 في ليدز في المملكة المتحدة. لعب مع York Region Shooters ‏.